# Dicranomyia (Dicranomyia) boorana
Dicranomyia (Dicranomyia) boorana is een tweevleugelige uit de familie steltmuggen (Limoniidae). De soort komt voor in het Australaziatisch gebied.